# Althorp

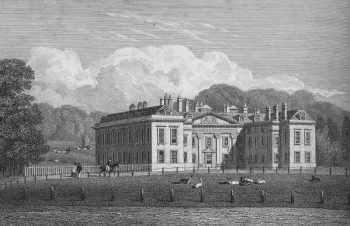
Ingresso frontale di Althorp intorno al 1820. L'aspetto della casa da questa angolatura è rimasto quasi invariato.

Althorp è una casa di campagna inglese nel Northamptonshire in Inghilterra con una tenuta di 5.665 ettari. Si trova a circa 5 miglia (8.0 km) a nord-ovest della città della contea di Northampton. All'interno della proprietà ci sono i resti del villaggio di Althorp (menzionato nel Domesday Book ma scomparso già sul finire del XV secolo-inizi del XVI secolo), su cui è stata costruita la tenuta.

## Storia
Althorp fu costruita da Robert Spencer, II conte di Sunderland nel 1688.
La tenuta è stata la dimora ancestrale della famiglia Spencer sin dal XVI secolo. La loro fortuna deriva dal suo primo antenato conosciuto, Sir John Spencer di Wormleighton nel Warwickshire, che acquistò Althorp nel 1522 dalla famiglia Catesby con gli enormi profitti dalla sua attività agricola. La casa era in origine un edificio di mattoni rossi in Stile Tudor ma il suo aspetto fu radicalmente alterato nel XVIII secolo quando l'architetto Henry Holland fu incaricato di apportare modifiche estese a partire dal 1788. L'interno della casa è generalmente considerato il suo punto di forza, poiché la famiglia Spencer ha raccolto una notevole collezione di ritratti d'arte incluso diversi pezzi dipinti dal maestro fiammingo Antoon van Dyck. le scuderie ospitano una mostra dedicata alla memoria di Diana, Principessa di Galles, che è sepolta nella tenuta, e fornisce un ambiente attraente in pietra arenaria che compensa efficacemente l'imponente facciata della casa. Diana fu interrata su una piccola isola nel mezzo di un lago nei pressi della tenuta.
Nel settembre 2009, Lord Spencer ha avviato un importante progetto di restauro per riparare la muratura e le piastrelle che ricoprono la facciata, realizzato dall'architetto Giles Quarme.

## Accesso
La tenuta e la casa sono aperti al pubblico durante i mesi estivi (dal 1º luglio al 30 agosto) Tutti i profitti vengono donati al Diana, Princess of Wales Memorial Fund. La tenuta fu per la prima volta aperta al pubblico nel 1953 dal VII Conte Spencer, per mitigare la tassazione. La proprietà aveva una sua stazione ferroviaria chiamata Althorp Park sulla Northampton Loop Line fino al 1960.